# Ixobrychus novaezelandiae
El avetorillo de Nueva Zelanda (Ixobrychus novaezelandiae) es una especie extinta y enigmática de ave pelecaniforme de la familia Ardeidae. Era endémica de Nueva Zelanda y la última vez que se registró con vida fue en la década de 1890.

## Taxonomía
La especie a veces ha sido considerada como subespecie del avetorillo común (Ixobrychus minutus), o conespecífico con el avetorillo negro (Ixobrychus flavicollis) de Australia y Nueva Guinea, a pesar de que fue descrito por primera vez por Alexander Callender Purdie en 1871 como Ardeola novaezelandiae. En 1980 el paleontólogo neozelandés Peter L. Horn encontró huesos subfósiles de un avetoro en el lago Poukawa que llamó Dupetor flavicollis. En 1991 Philip Millener identificó el material de Horn como restos de un avetoro australiano.

## Descripción
A pesar de que era un avetoro pequeño, la especie era mayor (cerca de 38 cm de longitud) que el avetorillo común (25–36 cm). Pocos ejemplares son conocidos, y de éstos incluso hay duda sobre el sexo de algunos, haciendo de las descripciones publicadas poco fiables. Las diferencias con el avetorillo común incluyen un parche de color ante más grande en el ala superior, dorso negro veteado de color marrón claro y las partes inferiores rayadas de marrón oscuro y rojizo ante.

## Distribución y hábitat
En épocas recientes solamente se sabe con certeza que el ave habitó en la Isla Sur de Nueva Zelanda, con la mayoría de los registros de Westland. A pesar de que han sido encontrados restos subfósiles en la isla del Norte, los informes de aves vivas pueden haber sido de avetorillos negros  mal identificados. Según informes, las primeras muestras científicas se obtuvieron en Tauranga en la isla del Norte por el reverendo Sr. Stack en 1836, pero ahora es imposible de rastrear.  El holotipo en el Museo de Nueva Zelanda fue recogido en la cabecera del lago Wakatipu en Otago. El hábitat registrado para la especie incluye los márgenes boscosos de lagunas de agua salada y arroyos.